# Regno di Ewyas
Il Regno di Ewyas fu un regno del Galles centro-meridionale fondato poco prima della metà del I secolo a.C. dalla tribù celtica dei siluri. La sua capitale era a Caerwent (Caer Gwent) e i suoi sovrani facevano risalire la propria discendenza a Llyr Lleddiarth e al periodo dell'arrivo di Cesare in Britannia. In realtà, molti di questi sovrani sono delle figure semi-leggendarie. Attorno alla metà del IV secolo, l'area dell'Ewyas si trovava nel centro della provincia romana della Britannia Prima. L'ultimo sovrano dell'Ewyas sembra essere stato Meirchion ap Gwrgant: dopo la sua morte (ca. 430), il re supremo britannico Vortigern diede quest'area al figlio maggiore Vortimer, in virtù della discendenza di quest'ultimo, per linea materna, da uno dei precedenti sovrani, Eudaf Hen. A partire dal 474 ca., Gwrfoddw Hen, figlio di Amlawdd Wledig, reclamò la parte orientale dell'Ewyas. Alla fine, quest'area si trasformerà nei regni di Gwent e di Ergyng. 

## I sovrani conosciuti
- Llyr Lleddiarth (ca. 55 a.C.)
- Bran Fendigaid (re supremo e primo sovrano dei siluri) ca. 20 a.C.
- Carataco (capo della rivolta anti-romana dei siluri) o Caradog ap Bran ca. 20-ca. 60 d.C.
- Coellyn ap Caradog ca. 60
- Owain ap Beli ca. 100
- Meirchion Fawdfilr ap Owain ca. 140
- Cwrrig Fawr ca. 180
- Gwrddwfn ap Cwrrig ca. 215
- Einudd ap Gwrddwfn ca. 250
- Eudaf Hen (Ottavio il Vecchio) re dell'Ewyas e sovrano supremo della Britannia ca. 283
- Arthfael ap Einudd forse re dell'Ewyas ca. 320
- Gwrgant ap Arthfael forse re dell'Ewyas ca. 340
- Meirchion ap Gwrgant forse ultimo re dell'Ewyas ca. 380